# Danmarks Liberale Studerende
Danmarks Liberale Studerende (DLS), grundlagt 1910, er en dansk liberal studenterpolitisk organisation, som er tilknyttet partiet Venstre.
DLS' formål er at fremme liberale holdninger på landets videregående uddannelsesinstitutioner samt at udøve indflydelse på uddannelsespolitikken på den enkelte uddannelsesinstitution.
DLS er tilknyttet Venstre, og udpeger delegerede til Venstres landsmøde, ligesom DLS sidder i Venstres uddannelsesudvalg. Dog fungerer DLS politisk uafhængigt af Venstre. DLS er desuden medlem af den europæiske paraplyorganisation for liberale ungdomsorganisationer, LYMEC.
Danmarks Liberale Studerende har lokalforeninger i Århus, Aalborg, København og Odense. 